# 朦朧寶螺
朦朧寶螺（学名：Cypraea omii）为寶螺科寶螺屬下的一个种。